# Hindsville
Hindsville – miasto w Stanach Zjednoczonych, w stanie Arkansas, w hrabstwie Madison.